# Oil Trough
Oil Trough es un pueblo ubicado en el condado de Independence en el estado estadounidense de Arkansas. En el Censo de 2010 tenía una población de 260 habitantes y una densidad poblacional de 473,52 personas por km².

## Geografía
Oil Trough se encuentra ubicado en las coordenadas 35°37′46″N 91°27′40″O / 35.62944, -91.46111. Según la Oficina del Censo de los Estados Unidos, Oil Trough tiene una superficie total de 0.55 km², de la cual 0,55 km² corresponden a tierra firme y (0 %) 0 km² es agua.

## Demografía
Según el censo de 2010, había 260 personas residiendo en Oil Trough. La densidad de población era de 473,52 hab./km². De los 260 habitantes, Oil Trough estaba compuesto por el 98,08 % blancos y el 1,92 % eran de una mezcla de razas. Del total de la población el 0,77 % eran hispanos o latinos de cualquier raza.